# Hylte/Halmstad
Hylte/Halmstad est un club suédois de volley-ball fondé en 2012 et basé à Hyltebruk, évoluant pour la saison 2020-2021 en Elitserien.

## Historique
Hylte Volley Bollklubb et IF Halmstad Volley fusionnent en juin 2012 pour former Hylte/Halmstad Volley Bollklubb.

## Palmarès
- Championnat de Suède
  - Vainqueur : 2014[3]
  - Finaliste : 2012, 2015[4]2017, 2018.

## Entraîneurs successifs
- 2009-2010  Ewa Kalinowska
- 2010-2011  Boris Bengtsson
- 2011-2012  Claes Svensson
- 2012-2013  Per-Anders Sääf
- 2014-2018  Tony Westman
- 2018-2019  Dick Runeson
- 2019-2020  Patryk Fogel
- 2020- ...       Pedro Mendes

## Effectifs

### Saison 2020-2021
| No                                        | Nom                                       | Date de naissance                         | Taille                         | Poids                          | Poste                          |
| ----------------------------------------- | ----------------------------------------- | ----------------------------------------- | ------------------------------ | ------------------------------ | ------------------------------ |
| 1                                         | Clarisa Sagardía                          | 29 juin 1989                              | 174                            | 67                             | Passeuse                       |
| 2                                         | Jóna Vigfúsdóttir                         | 8 avril 1989                              | 185                            | 74                             | Attaquante                     |
| 3                                         | Sofie Fahlin                              | 24 août 1998                              | 179                            |                                | Centrale                       |
| 4                                         | Klara Andersson                           | 15 mars 1997                              | 172                            | 63                             | Libero                         |
| 7                                         | Ellen Amaral                              | 15 septembre 1990                         | 179                            | 72                             | Réceptionneuse-attaquante      |
| 8                                         | Tilda Hellgren                            | 17 août 1997                              | 175                            | 64                             | Réceptionneuse-attaquante      |
| 9                                         | Lilly Topic                               | 13 novembre 1997                          | 187                            | 65                             | Centrale                       |
| 10                                        | Evelina Eriksson                          | 3 novembre 1996                           | 192                            |                                | Centrale                       |
| 11                                        | Esther Evans                              | 25 mai 2000                               | 173                            | 65                             | Réceptionneuse-attaquante      |
| 13                                        | Tyra Areskoug                             | 17 mai 2001                               | 174                            | 63                             | Passeuse                       |
| 16                                        | Emmy Andersson                            | 5 mars 1998                               | 168                            | 68                             | Libero                         |
| 17                                        | Hanna Hellvig                             | 3 février 2000                            | 188                            | 63                             | Attaquante                     |
|                                           |                                           |                                           |                                |                                |                                |
| Encadrement technique                     | Encadrement technique                     |                                           | Légende                        | Légende                        | Légende                        |
| Entraîneur : Pedro Mendes                 | Entraîneur : Pedro Mendes                 | Entraîneur : Pedro Mendes                 | : Capitaine                    | : Capitaine                    | : Capitaine                    |
| Entraîneur(s) adjoint(s) : Almir Ljutovac | Entraîneur(s) adjoint(s) : Almir Ljutovac | Entraîneur(s) adjoint(s) : Almir Ljutovac | : Joueuse blessée actuellement | : Joueuse blessée actuellement | : Joueuse blessée actuellement |